# Oliver Fix
Oliver Fix (Augsburg 21 juni 1973) is een Duits kanovaardster gespecialiseerd in slalom. 
Fix werd in 1995 zowel wereldkampioen individueel als met de ploeg in het Britse Nottingham. Tijdens de Olympische Zomerspelen 1996 behaalde Fix een gouden medaille in de K-1.

## Belangrijkste resultaten

### Olympische Zomerspelen
| Editie | Plaats  | Resultaten |
| ------ | ------- | ---------- |
| 1996   | Atlanta | K-1 Slalom |

### Wereldkampioenschappen kanoslalom
| Jaar | Plaats            | Resultaten                   |
| ---- | ----------------- | ---------------------------- |
| 1993 | Mezzana Rabattone | 11e K-1 Slalom               |
| 1995 | Nottingham        | K-1 Slalom · K-1 Slalom team |

1972: Siegbert Horn ·
1992: Pierpaolo Ferrazzi ·
1996: Oliver Fix ·
2000: Thomas Schmidt ·
2004: Benoît Peschier ·
2008: Alexander Grimm ·
2012: Daniele Molmenti ·
2016: Joe Clarke ·
2020: Jiří Prskavec ·
2024: Giovanni De Gennaro